# 297-es busz (Budapest, 1994–2008)
A budapesti 297-es jelzésű autóbusz Rákoskeresztúr, városközpont és Rákoskert között közlekedett körforgalomban. Az ellenkező irányban a 97-es busz járt. A vonalat a Budapesti Közlekedési Zrt. üzemeltette.

## Története
1994. március 30-áig a 97-es busz két irányban közlekedett, majd április 1-jén a külső körön közlekedő járat a 297-es jelzést kapta.
2008. szeptember 5-én megszűnt, mert összevonták a 97-es és a Rákoskert-buszokkal, és 97E jelzéssel az Örs vezér teréig közlekedik. Az a járat az ellenkező irányban járja körbe Rákoskertet.
A 2010-es BKV-sztrájk alatt ismét közlekedett Rákoskeresztúr városközpont és a Sáránd utca között 30 percenként.
2014. október 6-ától újra jár 297-es busz, az új járat Rákoscsaba-Újtelep vasútállomás és a Nyeremény utca között közlekedik.

## Útvonala
| Rákoskeresztúr, városközpont → Rákoskert → Rákoskeresztúr, városközpont                                                                   |
| --- |
| Rákoskeresztúr, városközpont vá. – Pesti út – Zrínyi utca – Rákoskert sugárút – Sáránd utca – Pesti út – Rákoskeresztúr, városközpont vá. |

## Megállóhelyei
| 0  | Rákoskeresztúr, városközpont végállomás | 22 | 46, 61, 61E, 62, 69, 69A, 80, 97, 98, 161, 162, 198, Keresztúr |
| 1  | Ferihegyi út                            | ∫  | 46, 61, 61E, 62, 69, 69A, 80, 97, 98, 161, 162, 198, Keresztúr |
| 4  | Sági utca                               | 19 | 97, 161, 162, Rákoskert                                        |
| 5  | Tápióbicske utca                        | 18 | 97, 161, 162, Rákoskert                                        |
| 7  | Kucorgó tér                             | 16 | 97, 161, 162, Rákoskert                                        |
| 8  | Rózsaszál utca                          | ∫  | 97, Rákoskert                                                  |
| 9  | Rákoskert sugárút                       | ∫  | 97, Rákoskert                                                  |
| 10 | Erzsébet körút                          | ∫  | 97, Rákoskert                                                  |
| ∫  | Olcsva utca                             | 15 | 97, Rákoskert                                                  |
| ∫  | Alsókörtvélyes utca                     | 14 | 97, Rákoskert                                                  |
| ∫  | Aknász utca                             | 13 | 97, Rákoskert                                                  |
| ∫  | Pesti út                                | 12 | 97, Rákoskert                                                  |
| 11 | Sáránd utca                             | 11 | 97, Rákoskert                                                  |